# Saint-Crespin
Saint-Crespin är en kommun i departementet Seine-Maritime i regionen Normandie i norra Frankrike. Kommunen ligger i kantonen Longueville-sur-Scie som tillhör arrondissementet Dieppe. År 2022 hade Saint-Crespin 316 invånare.

## Befolkningsutveckling
Antalet invånare i kommunen Saint-Crespin
| Referens: INSEE |